# Kol (kung)
Denna artikel handlar om en svensk kung Kol. För en annan, historiskt omtvistad kung med namnet Kol se Erik Årsäll.
Kol, död senast 1172 eller 1173, var kung av Sverige eller av en del av riket från tidigast 1167, tillsammans med Burislev.
Kol omnämns i en medeltida genealogi som en son till Sverker den äldres son Johan, med en bror Burislev. Uppgiften att han skulle vara en son till Sverker bygger på senare namnkombinationer utan direkt stöd i källorna.Kol gjorde under alla omständigheter tillsammans med en Burislev (en son till Sverker med detta namn förekommer i Valdemar Sejrs jordebok) anspråk på den svenska kronan mellan 1167 och 1173 efter att Knut Eriksson hade dödat Karl Sverkersson och installerat sig själv som kung. 
Kol omnämns i västgötalagens kungalängd som Kol Konung tillsammans med Burislev. Längden säger också att de skall ha dödats av Knut Eriksson, men de ingår inte i själva längden. Han har möjligen också mottagit ett brev från påven: adressaten, "svearnas och götarnas kung", omnämns endast med bokstaven "K", och brevet kan alltså även syfta på Knut Eriksson.
En källa från 1300-talet meddelar att han stupade i slaget i Bjälbo; Johannes Messenius anför en liknande uppgift för Burislev.